# Джанкарло Данова
Джанкарло Данова (італ. Giancarlo Danova, 18 листопада 1938, Сесто-Сан-Джованні — 15 червня 2014, Лоді) — італійський футболіст, що грав на позиції нападника. По завершенні ігрової кар'єри — тренер.
Виступав, зокрема, за клуб «Мілан».
Триразовий чемпіон Італії.

## Ігрова кар'єра
Народився 18 листопада 1938 року в місті Сесто-Сан-Джованні. Вихованець футбольної школи клубу «Мілан».
У дорослому футболі дебютував 1956 року виступами за команду «Спеція», в якій провів один сезон, взявши участь у 14 матчах чемпіонату.
Своєю грою за цю команду привернув увагу представників тренерського штабу клубу «Мілан», до складу якого повернувся 1957 року. Відіграв за «россонері» наступні три сезони своєї ігрової кар'єри. У складі «Мілана» був одним з головних бомбардирів команди, маючи середню результативність на рівні 0,5 гола за гру першості. В першому сезоні дійшов з командою до фіналу Кубка чемпіонів, де «Мілан» тільки у додатковий час поступився незмінному переможцеві перших розіграшів турнірі мадридському «Реалові» з рахунком 2:3. Також виборов титул чемпіона Італії в 1959 році. Разом з ним у лінії нападу команди виступали Жозе Алтафіні і Карло Галлі, а з глибини атаку підтримував Хуан-Альберто Скьяффіно.
Сезон 1960/61 провів у складі «Торіно», після чого повернувся у «Мілан». Виграв з міланською командою ще один чемпіонський титул у 1962 році. Далі виступав у «Торіно», «Катанії» і «Аталанті». У сезоні 1968/69 перейшов у «Фіорентіну», у складі якої знову став чемпіоном Італії, хоча й практично не потрапляв у склад, зігравши лише 2 матчі.  
Далі провів один сезон в Серії В у клубі «Мантова». Завершив ігрову кар'єру в маловідомій команді «Оменья», за яку виступав протягом 1970—1974 років.

## Кар'єра тренера
Розпочав тренерську кар'єру відразу ж по завершенні кар'єри гравця, 1974 року, очоливши тренерський штаб клубу «Роденсе». Далі працював у командах «Новезе», «Сант'Анджело» і «Санремезе». 1981 року став головним тренером команди «Парма», тренував пармську команду два роки.
Згодом у 1984 році очолював тренерський штаб клубу СПАЛ. Протягом тренерської кар'єри також очолював команди «Новара», «Про Сесто», «Вірешит Боккалеоне», «Леньяно» та «Вогерезе».
Останнім місцем тренерської роботи був клуб «Новара», головним тренером команди якого Джанкарло Данова був протягом 1996 року.
Помер 15 червня 2014 року на 76-му році життя у місті Лоді.

## Титули і досягнення
- Чемпіон Італії (3):

«Мілан»: 1958-1959, 1961-1962
«Фіорентіна»: 1968-1969
- Фіналіст Кубка чемпіонів (3):

«Мілан»: 1957-1958